# Деревний варан
Деревний варан (Varanus gilleni) — представник родини варанових. Інша назва карликовий варан.

## Опис
Загальна довжина сягає 35 см, з них довжина хвоста 10 см. Вага деревного варана: 60—80 г. Колір спини коричневий, черево та боки сірого кольору. Розмітка тіла включає червоно-коричневі смуги та плями і майже непомітні короткі лінії. На хвості у деревного варана є темно-коричневі смуги. Ніздрі у нього круглої або овальної форми, які розташовані поміж носом та очима. Голова зовсім пласка, широка й коротка. Задні лапи у цього варана коротші, ніж передні лапи, кігті сильно вигнуті. Хвіст стиснутий з боків біля основи, частіше округлий. Луска на хвості складається з поперечних кілець.

## Спосіб життя
Мешкає здебільшого на деревах, від чого й отримав свою назву. Активний уранці, під час спеки ховається під корою дерев. Кубла свої розташовує у дуплах. Добре лазить по деревах, використовує для хапання за гілки свій хвіст. Харчується комахами, дрібними ящірками та ссавцями, яйцями. Вороги деревних варан більш великі варани та змії.
Парування відбувається з червня до листопада. Яйця відкладає до 4 штук. Молоді варани з'являються через 84—131 день.
Деревні варани живуть до 4,5 років.

## Розповсюдження
Цей ендемік Австралії мешкає у штатах: Південна Австралія, Північна територія, Західна Австралія.